# Samuran
Samuran település Franciaországban, Hautes-Pyrénées megyében. Lakosainak száma 26 fő (2022. január 1.). Samuran Ilheu, Bagiry, Antichan, Siradan, Thèbe és Troubat községekkel határos.

## Népesség
A település népessége az elmúlt években az alábbi módon változott:
| Lakosok száma | 26   | 27   | 26   | 25   | 25   | 25   | 25   | 26   |
|               | 2013 | 2015 | 2017 | 2018 | 2019 | 2020 | 2021 | 2022 |